# Krzysztof Apostolidis
Krzysztof Jan Apostolidis (ur. 27 grudnia 1962 w Łodzi) – polski przedsiębiorca, urzędnik konsularny.

## Życiorys
Urodził się i wychował w Łodzi. Ukończył studia w Szkole Głównej Gospodarstwa Wiejskiego. W 2004 r. był jednym ze współzałożycieli Instytutu Nowych Technologii, stowarzyszenia działającego na rzecz promocji Łodzi. Od 2006 r. pełni funkcję Konsula Honorowego Królestwa Danii w Łodzi. W 2011 r. został jednym z kilkunastu społecznych doradców prezydent Łodzi Hanny Zdanowskiej w dziedzinie biznesu. W 2015 r. odznaczony Brązowym Krzyżem Zasługi za zasługi w działalności na rzecz osób potrzebujących pomocy oraz wsparcia, a w 2017 otrzymał z rąk ambasadora Królestwa Danii w Polsce odznaczenie Kawalera Orderu Dannebrog.

## Działalność biznesowa
Krzysztof Apostolidis jest założycielem i prezesem zarządu spółki Partner Center – zajmującej się importem i dystrybucją win z całego świata, istniejącej od 1991 roku. Związany jest również z branżą deweloperską. Inwestor biurowca „Oktagon” na placu Wolności w Łodzi i centrum logistycznego w Wolborzu, na terenie Łódzkiej Specjalnej Strefy Ekonomicznej. Spółka Krzysztofa Apostolidisa odrestaurowała zabytkową kamienicę i pasaż przy ulicy Piotrkowskiej 89 w Łodzi. W posesji, nazwanej „Piotrkowsk89”, mieszczą się m.in. biura i restauracje. W latach 2001–2011 miał tu siedzibę łódzki oddział telewizji TVN.
W 2015 roku przy al. Politechniki 1 w Łodzi zostało otwarte Centrum Handlowo-Rozrywkowe Sukcesja, kolejna inwestycja spółki K. Apostolidisa, Fabryka Biznesu. Oprócz galerii handlowej miały tu powstać także hotel i biurowiec, ale nie doszło to do skutku. Zdobył on nagrodę European Property Awards 2015 jako najlepsza inwestycja budowlana, związana z handlem detalicznym w Polsce. Koszt budowy wyniósł około 350 mln zł, z czego 8 mln zł wyniosła unijna dotacja. Sieć Helios uruchomiła w Sukcesji kino z 2000 miejsc w 9 salach. Przed wejściem stanął Pomnik Początków Miasta Łodzi. 1 kwietnia 2020 r. sąd ogłosił upadłość spółki Fabryka Biznesu, obejmującą likwidację majątku dłużnika, 1 lipca 2020 Sukcesja została zamknięta, a 17 lipca sąd oddalił zażalenie zarządu Fabryki Biznesu na postanowienie o ogłoszeniu upadłości. Obiekt został wystawiony na sprzedaż. Pięć pierwszych przetargów nie doszło do skutku z braku chętnych. Ostatecznie obiekt udało się sprzedać w marcu 2022 roku, a kupiła go - za 79,5 mln zł - turecka firma Amush Investment Group.  Zdaniem ekspertów na bankructwo Sukcesji wpłynęły m.in. błędy w zarządzaniu.

## Rodzina
W związku małżeńskim z Dorotą Apostolidis, z domu Filipiak, sędzią Wojewódzkiego Sądu Administracyjnego w Warszawie. Mają dwóch dorosłych synów. Oboje małżonkowie byli nominowani w plebiscycie Dziennika Łódzkiego na najseksowniejsze mieszkanki i najprzystojniejszych mieszkańców województwa łódzkiego.

## Odznaczenia
- Brązowy Krzyż Zasługi (2015)[7]
- Kawaler 1. Stopnia Orderu Danebroga (Dania, 2017)[30][8][31]
- Odznaka „Za Zasługi dla Miasta Łodzi” (2024)[32]